# Valečské lemy
Valečské lemy jsou přírodní památka u Valče v Doupovských horách v Karlovarském kraji. Chráněné území je rozděleno do pěti částí, z nichž největší leží na jižním úpatí Šibeničního vrchu východně od vesnice. Předmětem ochrany jsou suché trávníky lemových stanovišť s výskytem teplomilných druhů rostlin a živočichů.

## Historie
Území v okolí Valče je lidmi využíváno od atlantiku – teplého a vlhkého období v době před 4000–6000 př. n. l. Lidé tehdy začali s přeměnou lesů na pole a pastviny a bezlesé plochy byly udržovány pastevectvím. Ještě v polovině dvacátého století většinu chráněné plochy pokrývaly sady a zbytek sloužil jako louky a pastviny. Ukončení tradičních způsobů hospodaření vedlo k zarůstání pozemků křovinami.
Přírodní památku vyhlásil Krajský úřad Karlovarského kraje s účinností od 20. prosince 2016.

## Přírodní poměry
Chráněné území s rozlohou 38,85 hektaru se nachází v Doupovských horách v nadmořské výšce 482–595 metrů. Leží v katastrálním území Valeč v Čechách a je součástí evropsky významné lokality a ptačí oblasti Doupovské hory. Je rozděleno do pěti oddělených částí. Největší z nich leží na jižním úpatí Šibeničního vrchu východně od vesnice. Menší část se nachází na jihozápadním úpatí téhož vrchu v místech s pomístním jménem U Lorence. Třetí část leží na zalesněném svahu v zatáčce silnice II/194 severovýchodně od vesnice. Zbývající dvě menší části jsou severně od vesnice v údolí Mlýneckého potoka.

### Abiotické faktory
V geologickém podloží převládají třetihorní vulkanoklastika, tefrit a olivinický bazalt. V údolí Mlýneckého potoka se v kvartéru vyvinuly nezpevněné nivní sedimenty: hlína, písek a štěrk. Podle geomorfologického členění Česka chráněné území patří k celku Doupovské hory a jejich okrsku Hradišťská hornatina. Odvodňuje je Mlýnecký potok, který je přítokem Blšanky, a patří tedy k povodí Ohře. Z půdních typů převažuje kambizem eutrofní.
V rámci Quittovy klasifikace podnebí se chráněné území nachází v mírně teplé oblasti MT3 (Plán péče uvádí mírně teplou oblast MT7.), pro kterou jsou typické průměrné teploty −3 až −4 °C v lednu a 16–17 °C v červenci. Roční úhrn srážek dosahuje 600–750 milimetrů, počet letních dnů je 20–30, počet mrazových dnů se pohybuje od 130 do 160 a sněhová pokrývka zde leží 60–100 dnů v roce.

### Ochrana přírody
Jádrem ochrany v přírodní památce jsou ekosystémy úzkolistých (2 % rozlohy), širokolistých (15 % rozlohy) a acidofilních (2 % rozlohy) suchých trávníků a mezofilní ovsíkové louky (10 % rozlohy). V množství jednotlivých jedinců jsou zde od devadesátých let dvacátého století zaznamenáváni netopýr černý (Barbastella barbastellus) a kriticky ohrožený netopýr velký (Myotis myotis). Cílem péče o chráněné území je pravidelným kosením a pastvou zabránit sukcesním pochodům – zarůstání křovinami a šíření lesa. Kosení a pastva má probíhat mozaikovitě a v různých obdobích roku, aby se snížil selekční tlak na chráněné druhy organismů.

### Flóra
K nejvzácnějším druhům rostlin v chráněném území patří cizopasná záraza vyšší (Orobanche elatior), uváděná v nálezových databázích, ale v době vyhlašování přírodní památky nebyla nalezena. Podobně nebyl ověřen ani udávaný výskyt kakostu měkkého (Geranium molle). Ze silně ohrožených druhů roste v západní části v suchých trávnících záraza alsaská (Orobanche alsatica) a ve východní části dejvorec velkoplodý (Caucalis platycarpos). Mezi další ohrožené a vzácnější druhy rostlin na lokalitě patří orlíček obecný (Aquilegia vulgaris), voskovka menší (Cerinthe minor), pcháč bělohlavý (Cirsium eriophorum), skalník celokrajný (Cotoneaster integerrimus), bělolist rolní (Filago arvensis), hrachor trávolistý (Lathyrus nissolia), lilie zlatohlavá (Lilium martagon), zimolez kozí list (Lonicera caprifolium), jetel panonský (Trifolium pannonicum) a vikev hrachovitá (Vicia pisiformis). Hojně se vyskytuje smldník jelení (Peucedanum cervaria), černýš rolní (Melampyrum arvense), jetel alpínský (Trifolium alpestre) nebo prvosenka vyšší (Primula veris). Ze vzácnějších dřevin v přírodní památce roztroušeně roste několik desítek jedinců jalovce obecného (Juniperus communis) a třešně křovité (Prunus fruticosa).

### Fauna
Kromě netopýra černého a netopýra velkého byl na několika místech Valečských lemů zaznamenán výskyt ještěrky obecné (Lacerta agilis) a z bezobratlých motýla přástevníka starčkového (Thyria jacobaeae).

## Přístup
Chráněné území je volně přístupné, ale nevedou jím žádné turisticky značené trasy. Některé části přírodní památky přímo sousedí se silnicí II/194, po které je mezi Valčí a Mašťovem značena cyklotrasa č. 35.